# Bryocoris pteridis
Bryocoris pteridis, auch Kurzrüsselige Farn-Weichwanze genannt, ist eine Wanzenart aus der Familie der Weichwanzen (Miridae).

## Merkmale
Die Wanzen werden 2,0 bis 4,0 Millimeter lang. Sie treten sowohl voll geflügelt (makropter), als auch mit zurückgebildeten Flügeln (brachypter) auf. Brachyptere Individuen sind häufiger, bei makropteren Tieren handelt es sich meist um Männchen. Der Kopf der Wanzen ist zumindest teilweise dunkelbraun oder schwarz. Das erste Glied der Fühler ist länger als die Breite des Kopfes.

## Vorkommen und Lebensraum
Die Art ist in Europa bis an den Nordrand des Mittelmeerraums und östlich bis nach Sibirien verbreitet. In Mitteleuropa sind sie weit verbreitet und treten sowohl in den Mittelgebirgen und in den Alpen bis in 1500 Meter Seehöhe auf.
Besiedelt werden schattige, feuchte Lebensräume in Wäldern, insbesondere Laubwäldern, wo die Wirtspflanzen der Art wachsen.

## Lebensweise
Die Wanzen leben auf Farnen der Familie der Tüpfelfarngewächse (Polypodiaceae). Man findet sie vor allem an Wurmfarnen (Dryopteris), Adlerfarnen (Pteridium) und Anthyrium. Sie saugen besonders an Farnwedeln, die Sporangien tragen. Die Überwinterung erfolgt als Ei, aus dem die Nymphen ab Mai schlüpfen. Die adulten Tiere treten ab Juni auf. Sie paaren sich im Juli und leben bis Ende August/September, nur selten findet man im Oktober noch vereinzelt Weibchen. Die Weibchen legen ihre Eier einzeln an der Oberseite der Mittelnerven oder den Stielen der Wirtspflanzen ab. Gelegentlich kann man in der zweiten Septemberhälfte auch ausgewachsene Nymphen finden, sodass zumindest vereinzelt offenbar eine zweite Generation pro Jahr ausgebildet wird.

## Belege